# Albert Hahn (Künstler, 1910)
Albert Hahn (* 23. Oktober 1910 in Frankfurt-Höchst; † 7. April 1995 in Bad Homburg) war ein deutscher Künstler und wissenschaftlicher Zeichner.

## Leben
Hahn wurde 1910 in Höchst am Main geboren. Nach der Schule absolvierte er eine Schreinerlehre. Von 1930 bis 1937 studierte er an der Städelschule in Frankfurt/M. Hier entstand eine Freundschaft mit Georg Heck, die ein Leben lang anhielt.
1937/38 begleitete Hahn eine Expedition des Frankfurter Frobenius-Instituts nach Indonesien. Er hatte als wissenschaftlicher Zeichner die Aufgabe, Mensch und Natur, aber insbesondere die neu entdeckten prähistorischen Felsmalereien festzuhalten.
Von 1940 bis zum Kriegsende 1945 war er Soldat und geriet anschließend in russische Gefangenschaft, aus der er erst 1949 nach Frankfurt zurückkehrte. Er arbeitete fortan wieder am Frobenius-Institut und war Teilnehmer an zahlreichen Forschungsreisen u. a. nach Südamerika. Hier arbeitete er häufig mit der Ethnologin Karin Hissink zusammen.
1952 fand ein Zusammentreffen in Bolivien mit der Expedition von Hans Ertl (Bergsteiger) und Milli Bau statt.
In Zusammenarbeit mit seiner späteren Frau entstanden zahlreiche Publikationen. Neben seiner Tätigkeit am Frobenius-Institut war Hahn als Künstler aktiv und nahm an diversen Ausstellungen teil.
1966 heiratete er Karin Hahn-Hissink. Das Paar lebte in einer Villa in Kronberg. Albert Hahn starb am 7. April 1995 in Bad Homburg im Alter von 84 Jahren. Das Paar, das kinderlos war, hinterließ den Nachlass und das Vermögen dem Frobenius-Institut in Frankfurt.

## Veröffentlichungen
- Hissink, Karin und Hahn, Albert: Chama-Indianer. Vorbericht der Frobenius-Expedition 1952–54 nach Bolivien. Zeichnungen und Aquarell von Albert Hahn, Frankfurt/M., 1971.
- Karin Hahn-Hissink und Albert Hahn, Die Tacana II: Daten zur Kulturgeschichte, Franz Steiner Verlag, Wiesbaden 1984.
- Karin Hahn-Hissink und Albert Hahn, Chama-Indianer: Daten zur Kulturgeschichte, Franz Steiner Verlag, Wiesbaden 1988.
- Karin Hahn-Hissink und Albert Hahn, Chimane: Notizen und Zeichnungen aus Nordost-Bolivien, Franz Steiner Verlag, Wiesbaden 1989.